# Essedoulla Abatchev
Essedoulla Abdoulmouninovitch Abatchev (en russe : Эседулла́ Абдулмуми́нович Аба́чев), né le 13 juin 1968 au village de Zildik du raïon de Khiv en république socialiste soviétique autonome du Daghestan (URSS) est un général de l'armée russe, commandant du 2e corps d'armée de la milice populaire de la république populaire de Lougansk depuis 2022. Il a été nommé héros de la fédération de Russie en juillet 2022.

## Biographie
Abatchev est sorti diplômé de l'école supérieure de commandement des blindés de la Garde de Kharkov en 1989 et en 2002 de l'académie interarmée des forces militaires de la fédération de Russie.
Il commande un régiment de tanks de la 20e division de fusiliers de la Garde dans les années 1990. Il est dans les services logistiques de la 78e brigade blindée, puis commandant de la 19e brigade de fusiliers motorisés (2014-2017) ; chef d'état-major de la 5e armée interarmes des forces armées russes (2017-2021) ; représentant autorisé du ministère de la Défense de la fédération de Russie en république du Daghestan (2021-2022).
Il a participé aux combats suivants : conflit entre l'Arménie et l'Azerbaïdjan, seconde guerre de Tchétchénie, conflit d'Ossétie du Sud (2008), opération russe en Syrie.
Le 18 mars 2021, Essedoulla Abatchev est nommé major-général.
Le 24 février 2022, lorsque commence l'invasion de l'Ukraine par la Russie, Abatchev est nommé commandant du 2e corps d'armée de la milice populaire de la république populaire de Lougansk.
Il est nommé héros de la fédération de Russie le 4 juillet 2022,.

## Distinctions
- Héros de la fédération de Russie (4 juillet 2022)
- Héros de la république populaire de Lougansk (20 avril 2022[4]);
- Ordre de Kadyrov (16 mai 2022[5],[6]);
- Ordre du Courage;
- Ordre du Mérite militaire;
- Médaille de l'ordre du Mérite pour la Patrie, Ire classe avec épées;
- Médaille «Pour la Bravoure»;
- Médaille «Pour la distinction dans le service militaire» de IIe classe;
- Médaille de la fraternité au combat (Syrie).